# 東アジア
東アジア（ひがしアジア、英語: East Asia）は、アジアの東部にあたる国々を指す地域区分である。東亜などとも呼ばれる。北西からモンゴル高原、中国大陸、朝鮮半島、台湾列島、日本列島などを含む。

## 概要

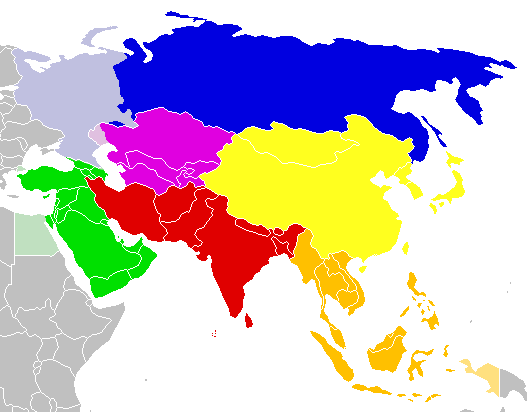
国際連合によるアジアの地域の分類
北アジア
中央アジア
西アジア
南アジア
東アジア
東南アジア

東アジアは太平洋に接するユーラシア大陸東岸に位置し、約1176万平方キロメートルの面積を占める地域である。
地理学的な区分として、北は天山山脈からモンゴル高原、アムール川（黒竜江）まで、南は雲貴高原の地域であり、東は日本列島や台湾、西はチベット高原やヒマラヤ山脈までを含む地域である。東アジアの東端は日本海、黄海、東シナ海、南シナ海を経て西太平洋に繋がっている。北にロシアのシベリア、南に東南アジアのインドシナ半島、西に中央アジアと南アジア、そして東に太平洋を経て北アメリカ大陸と隣接する地域である。
中緯度地帯に位置する広大な陸地でモンスーン（季節風）の影響が大きい特徴がある。西から東にかけて徐々に低い地形であり、東西で環境が異なっている。西部の内陸は乾燥気候でゴビ砂漠やタクラマカン砂漠があり、また、崑崙山脈とヒマラヤ山脈に囲まれたチベット高原や、天山山脈に並ぶモンゴル高原がある。東部の沿岸では南は亜熱帯気候で長江が流れ、北は温帯気候で黄河が流れており、それぞれの河川流域では平地が開けている。東アジア沿岸部を囲むように位置する日本列島や朝鮮半島は山岳地帯が多く、沿岸部にわずかな平野が広がっている。
現在では日本、大韓民国（韓国）、朝鮮民主主義人民共和国（北朝鮮）、中華民国（台湾）、モンゴル、中華人民共和国（中国）が国家として成立している。温暖な気候と河川流域、モンスーンの影響によって農耕に適した豊かな稲作地域であること、住める土地が大きい事、太平洋や東シナ海から水産物が豊富に採れることから人口の規模も大きい。工業化が始まったのは19世紀後半からであるが、日本、台湾、韓国、中国に工業地帯が形成されており、他の地域との貿易取引も活発である。
東アジアでは古来より儒教や仏教の思想が各地に広まっており、それに伴って漢字、建築様式、料理や食事などの文化において類似性が認められる。
軍事情勢においては台湾海峡を挟んだ中国と台湾の緊張（台湾海峡危機、台湾有事）、中国の海洋進出（中国の空母建造計画）、朝鮮民主主義人民共和国（北朝鮮）の挑発行動（北朝鮮によるミサイル発射実験、北朝鮮核問題）がある。

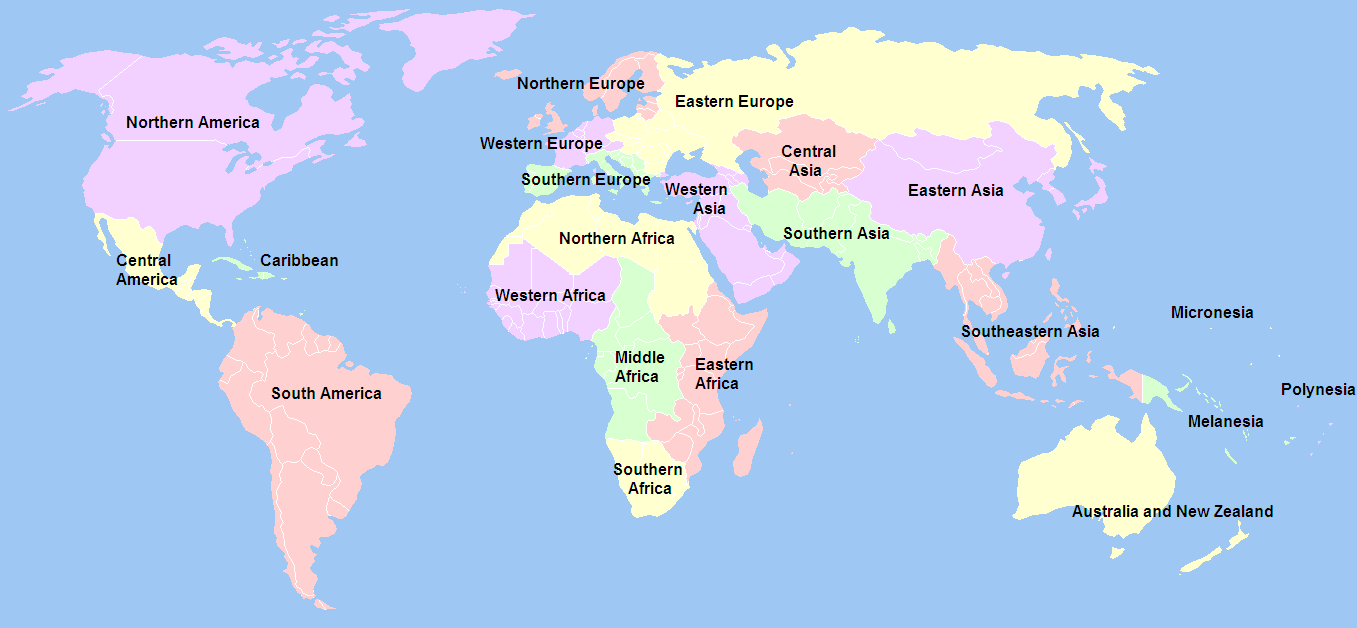
国連による世界地理区分[2]。
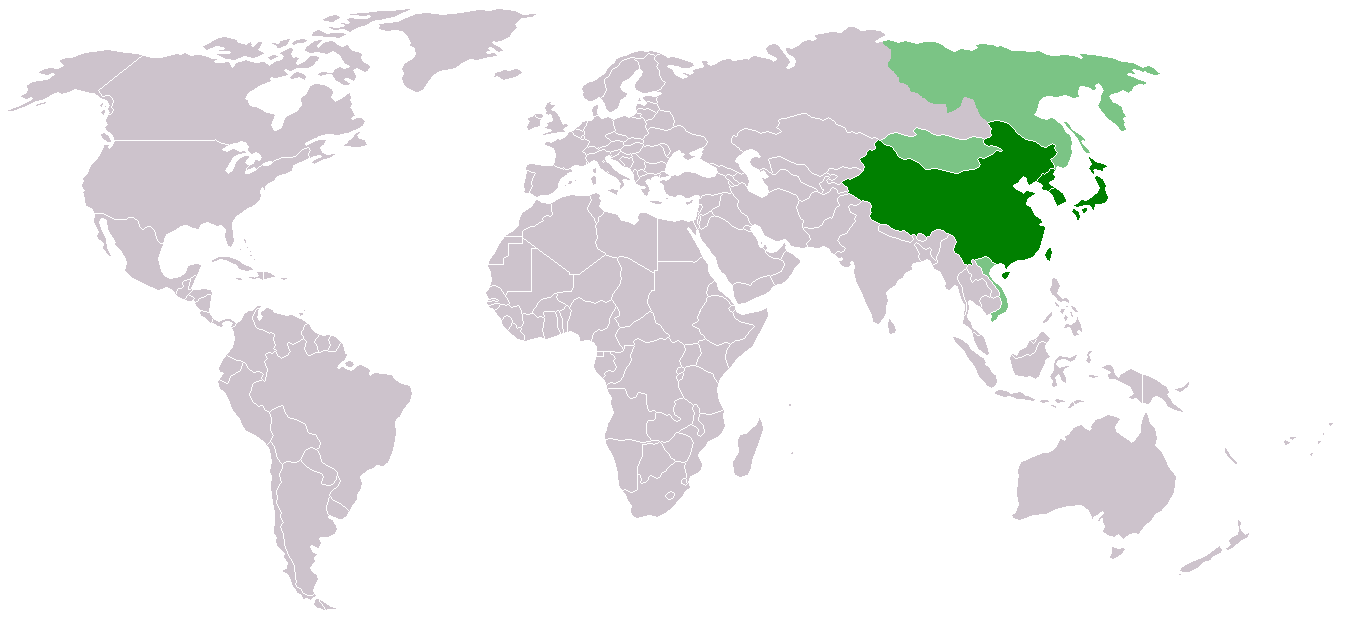
東アジアの範囲

## 地理

### 地形

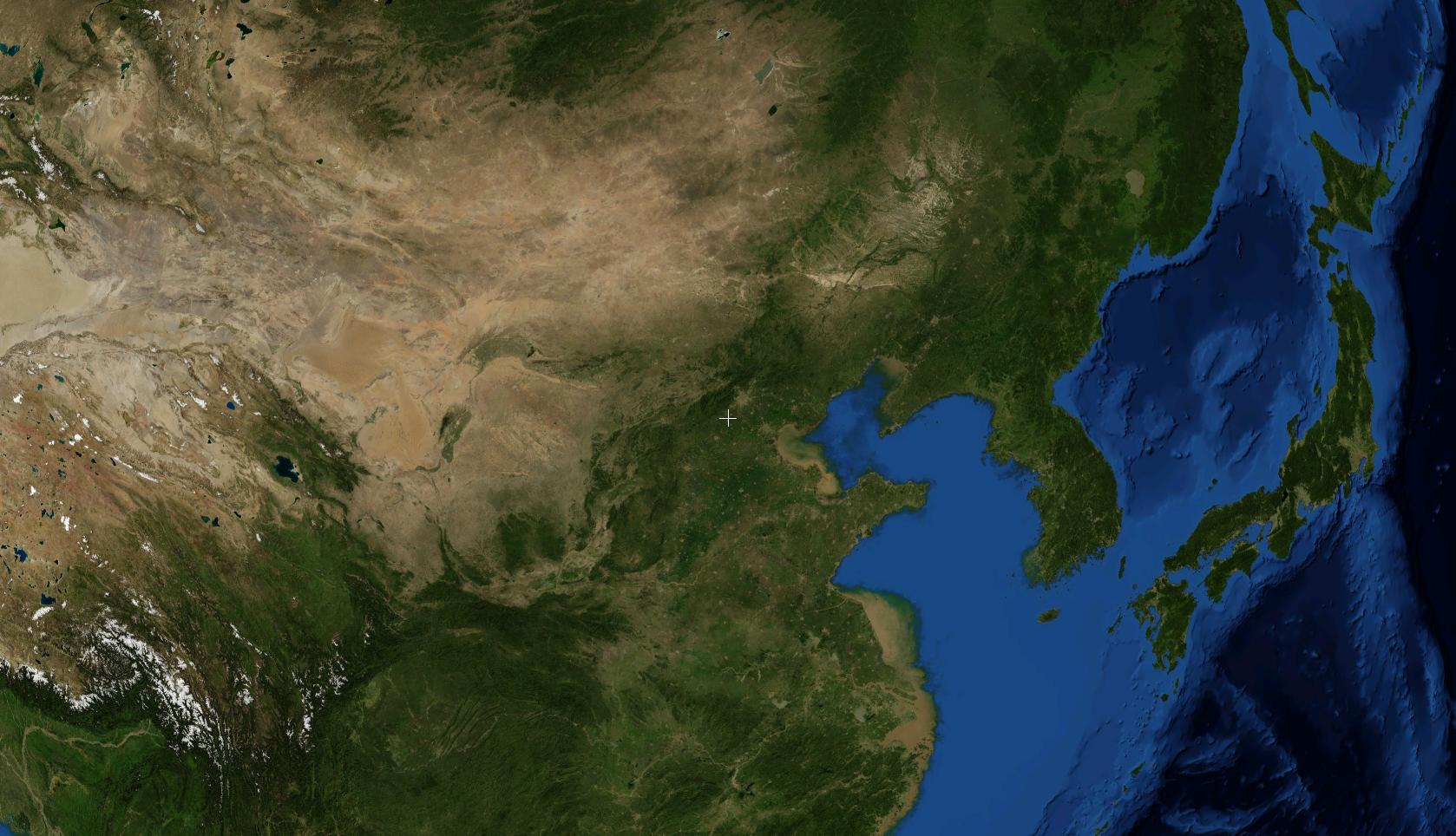
東アジアの衛星写真（アメリカ航空宇宙局）

東アジアの地形は概ね西高東低の地勢であり、それは二つの造山帯によって形成される内陸部の高原や盆地と、西太平洋の沿岸部に位置する平地、半島、島々に分けて説明することができる。まず内陸では新期造山帯と古期造山帯があり、新期造山帯によってパミール高原を起点としながらアルプス・ヒマラヤ造山帯に属するヒマラヤ山脈、カラコルム山脈、クンルン山脈、チベット高原、雲貴高原が形成され、これは南アジアや東南アジアとの自然境界ともなっている。
さらに古期造山帯は西部から天山山脈、アルタイ山脈、モンゴル高原、大興安嶺山脈が古い山脈として形成されている。これはロシア地域との境界線の一部ともなっている。さらにクンルン山脈と天山山脈を南北に挟まれてタリム盆地、そしてタクラマカン砂漠があり、クンルン山脈の東北のふもとにはツァイダム盆地、モンゴル高原の南方にはゴビ砂漠がある。歴史的に知られるシルクロードはこの地域のオアシスや登山道を接続して開発された通商路である。
沿岸部の地体構造としては、中国陸塊と呼ばれる安定陸塊の上に卓状地が形成されている。そのため広大な平原が広がっており、海に流れ込む黄河、長江、珠江の流域または河口で平原が開けている。北から遼河流域の東北平原、黄河流域の華北平原、長江下流の平原が広がっている。
また陸地から離れて東シナ海、南シナ海は中国大陸の大陸棚となり、その大陸棚に沿って日本列島や台湾などが環太平洋造山帯上に列島を構成している。そこはプレートテクトニクスの観点からはユーラシアプレートと太平洋プレート・フィリピン海プレートの境界であり、比較的火山や地震の危険性が大きい特徴がある。

## 気候
東アジアの気候は内陸部と沿岸部で異なっている。山脈や高原で囲まれた内陸部は乾燥しやすく、砂漠やステップが広がっている。沿岸部はモンスーンの影響から夏の降雨量が増大する地域である。場所によっては梅雨、台風、降雪などの気象状況も発生する。日本列島の関東地方以南、台湾、中国大陸の秦嶺山脈・淮河以南、朝鮮半島南部は亜熱帯気候である。北海道、東北地方、東山地方、中国北部、朝鮮半島北部は湿潤大陸性気候であり、冬季の気温の低下が亜熱帯気候と比べて著しく、夏は高温多湿で冬は逆の条件となるような気候変化が激しい地域である。基本的に東アジアの気候は北緯36度線を付近に、亜熱帯気候と大陸性気候に分けることができる。

## 歴史

### 近代までの東アジア
古代の頃から東アジアには漢族、満洲族、モンゴル族、朝鮮族、大和民族など50以上の民族が存在していたが、最も広大で豊沃な地域であると同時に東アジア地域の中心地でもある黄河・長江流域を中心に東アジア世界の形成と動揺が見られた。特に6世紀末に南北朝を統合した隋はそれまで黄河を中心とする華北と長江を中心とする華南を大運河によって接続することに成功した。隋の次の王朝となった唐はその成果を受け継ぎながら三省六部の構築、律令制度の整備、均田制の施行など中央集権制の国家体制を確立した。唐は東アジア世界において周辺諸国からの朝貢を得ながら一極集中の中華秩序を構築し、漢字、儒教、律令などが日本や新羅など東アジア各地に伝播していった。この唐の時代に形成された東アジア文化圏は唐と周辺諸国の間の使節の交換を盛んなものとし、政治的影響だけでなく文化的影響も与えた。これは唐が滅んだ後にも明王朝や清王朝の時代に受け継がれ、東アジア地域における国際秩序の基礎をもたらしていた。
古代のユーラシア各地では河川流域を中心に灌漑農業が発達し、東アジアでは黄河流域で中華文明が成立した。鉄製農具の開発や農法の改善、それに伴う社会の複雑化により前17世紀には殷王朝が成立することで国家が形成される。この頃に長江流域にも勢力が及ぶようになる。前4世紀から3世紀にかけての戦国時代では様々な思想家が活躍し、前3世紀で始皇帝の秦王朝により統合された。
紀元前1世紀までに漢王朝により再統一され、日本では弥生時代に入る。
3世紀から6世紀にかけて日本列島に大和王権が成立し、朝鮮半島に高句麗、新羅、百済、またモンゴルでも匈奴、柔然といった遊牧民族が盛んに活動した。
一方、中国大陸では晋による短期間の統一を除いて、400年近くに渡って国家の分裂が続いた（魏晋南北朝時代）。
6世紀ごろからモンゴル系やトルコ系の遊牧民族がモンゴル高原から中国大陸へと南下を繰り返すようになるが、7世紀の唐の時代になると唐はその勢力範囲を朝鮮半島から中央アジアのパミールにまで伸ばした。8世紀から9世紀になると日本では律令国家の制度を整えるに至り、さらに唐は北方のアルタイ山脈やモンゴル高原を拠点とするウイグル、西方のチベット高原やタリム盆地を支配する吐番からの侵攻を受けるようになった。
そして10世紀に唐が滅んでから政治勢力は分裂し、東北平原ではモンゴル系の遊牧民がキタイ帝国を建国して中国に対抗し、また朝鮮半島では新羅から高麗へと王朝が代わった。キタイ帝国は11世紀にモンゴル高原にも進出し、その地域では天山ウイグルや西夏の勢力もあった。
キタイ帝国の勢力圏はやがてツングース系女真人によって金王朝に取って代わられ、逃れたキタイ人は天山山脈を中心にカラ・キタイを建てた。またチベット高原とその周辺の内陸部ではチベットが勢力を拡大していた。
13世紀にチンギス・ハンがモンゴルを統一するとヨーロッパや中東にも及ぶ遠征を行い、東アジアでは金と南宋を滅ぼし、朝鮮半島を支配下に入れ、日本以外のほとんどの地域を支配するに至った。統一された地域は元の下で支配されたが、15世紀に元が崩壊してからはモンゴル高原に拠点を戻し（北元、タタル）、中国大陸では明が成立した。
17世紀に明が滅んで清が成立すると支配地域を東北地方、モンゴル高原、チベット高原にまで拡大していた。

### 近代の東アジア
18世紀に東アジアの情勢に変化をもたらした要因の一つは16世紀から17世紀にかけて行われたロシア帝国の勢力の拡大であり、18世紀には清と国境を接することになっていた。また18世紀にはイギリスの貿易活動が東アジアにも及ぶようになっており、清は華南の広州に限定した上で通商を開始し、また日本でも従来の鎖国から開国へと転換するなど経済的、政治的な影響をもたらした。19世紀において清がアヘン戦争に敗北し、日本では欧米列強に対抗して清との連帯を説く興亜論（後にアジア主義と呼ばれる）が起きるも朝鮮半島の権益をめぐって日清戦争が勃発し、日本に負けた清は急速に欧米列強の植民地化の対象とされる。日本では政治改革や軍制改革、産業転換によって近代化に成功し、日露戦争に勝利してからは朝鮮半島と重要港湾の支配権を確保する。中国では各地で軍閥に別れ、欧米列強を排斥する運動が進められた。その運動から中華民国が新しく成立する。
20世紀に入り、第一次世界大戦後に中国での排斥運動と日本の大陸政策は衝突し、満洲事変によって満洲を掌握した日本は満洲国を建国した。中国では共産党と国民党が連合してこの日本の大陸進出を排除するように呼びかけられ、第二次世界大戦（太平洋戦争）で日本は敗北して中国大陸、台湾、朝鮮半島の支配権を失った。
その直後、中国大陸では国民党が共産党に敗れて台湾に渡り、共産党は中華人民共和国を建てて東北地方からチベット地方までの地域を領有することとなり、国民党は台湾で中華民国を再始動させた。
また日本の敗戦後に朝鮮半島は南北で分断され、北部には北朝鮮、南部には韓国が建国された。この南北分断はアメリカとソ連の冷戦構造の下で朝鮮戦争の勃発を招くことになり、東アジアはアメリカの自由主義陣営に属する日本、韓国、中華民国とソ連の共産主義陣営に属する北朝鮮、中華人民共和国に分断され、樺太・北海道、朝鮮半島の北緯38度線、台湾海峡では軍事的緊張が高まることになった。
1960年代後半に中華人民共和国とソ連の関係が悪化したことで中ソ国境紛争が勃発しており、また1970年代後半には中華人民共和国は「四つの現代化」という路線変更を行った。
20世紀後半に入ると、東アジア諸国では急激な経済成長が始まった。日本は高度経済成長により、1968年にはGNP世界第2位の経済大国となった。韓国、中華民国、香港は、1990年代にはシンガポールと合わせてアジア四小龍と呼ばれるようになり、やがて先進国と見なされるようになった。中華人民共和国は改革開放によって1980年代から経済成長が進み、2010年にはGDPで日本を上回って世界第2位の経済大国となった。

## 政治

### 国家・地域一覧
東アジアに含まれる国・地域は以下の通り。
- 大韓民国（韓国）
- 中華人民共和国（中国大陸）
  -  香港特別行政区
  -  マカオ特別行政区
- 中華民国（台湾）
- 朝鮮民主主義人民共和国（北朝鮮）
- 日本国
- モンゴル国

以下の国々、地域を含む場合もある。
- ベトナム社会主義共和国
- ロシア連邦（極東ロシア）

## 経済

### 農業
東アジアは東部の沿岸部に農業生産に適した米作・畑作地域を擁しており、西部の内陸部に牧畜に適した地域がある。米作に適した華南の長江領域は年間降水量が1000ミリを超え、気候も温暖であるために米が生産されている。米以外には麦、茶、桑、果物、サトウキビなどが季節に応じて生産されている。長江下流の平原には水田が開発されており、二毛作地帯として裏作として小麦、綿花が生産される。水田には適さない丘陵地域は茶や桑、養蚕の生産地域となっている。年間降水量が1000ミリに達しない華北地方では乾燥と冬の気温から畑作と家畜の飼育が行われる地域である。華北平原の特徴として黄土があり、これは微細な粒土から構成される黄褐色の土壌である。この地域の耕作地では灌漑を行って小麦、粟、コーリャン、トウモロコシ、綿花、落花生、タバコ、大豆が生産されている。また家畜としては豚、鶏も生産されている。東北地方でも畑作が行われ、特に夏の高温を利用した米の栽培が盛んである。内陸部ではステップ地域で羊の遊牧が行われ、一部の灌漑が整備された地域では小麦やこうりゃんも栽培されている。砂漠地帯ではオアシスが耕作地として開発されており、自給自足的な灌漑農業が行われている。小麦、綿花、ぶどうなどが主な生産物である。

### 工業
東アジアは鉱物資源も豊富であり、石炭、鉄鉱石、タングステン、マンガン、水銀、モリブデン、アンチモン、塩の生産が盛んである。さらに石油や天然ガスの生産も行われており、東アジア地域の工業化を促している。東アジア地域で本格的な工業化が進められたのは19世紀以後である。海外の資本流入があった当初は繊維産業や雑貨工業が立ち上げられた。日本でも繊維産業が国家の政策の下で立ち上げられる。第二次世界大戦後に共産主義政権が中国大陸で成立し、また日本や韓国など戦争からの復興が必要になってからは重工業化のために資源開発と工業都市の開発が進められた。東北地方の鞍山コンビナート、華北の包頭コンビナート、華中の武漢コンビナートは中華人民共和国における工業地帯の中心であり、中華民国では高雄と基隆が中心となっている。韓国には京仁工業地帯などがあり、日本にも太平洋ベルトを構成する三大工業地帯の中京工業地帯や阪神工業地帯、京浜工業地帯（製造品出荷額規模順）などがある。

### 国内総生産
2019年のGDPは以下の様になっている。(単位: 百万ドル）注　この統計において中華人民共和国には香港、マカオは含まない。東アジア全体は、統計のある国・地域の合計。
| 順位 | 国・地域名   | 名目GDP        |
| ---- | ------------ | -------------- |
| 1    | 中国         | 27,306,979     |
| 2    | 日本         | 5,711,929      |
| 3    | 韓国         | 2,320,498      |
| 4    | 台湾         | 1,339,812      |
| 5    | 香港         | 482,226        |
| 6    | モンゴル     | 43.695         |
| 7    | マカオ       | 該当データなし |
| 8    | 北朝鮮       | 該当データなし |
| 合計 | 東アジア全体 | 37,205,139     |

## 軍事
東アジア諸国の軍事組織は以下の通り。

### 韓国
大韓民国国軍
- 大韓民国陸軍
- 大韓民国海軍
- 大韓民国空軍

### 台湾
中華民国国軍
- 中華民国陸軍
- 中華民国海軍
- 中華民国空軍

### モンゴル
モンゴル国軍
- モンゴル陸軍
- モンゴル海軍
- モンゴル空軍

### 中華人民共和国
中国人民解放軍
- 中国人民解放軍陸軍
- 中国人民解放軍海軍
- 中国人民解放軍空軍

### 日本
日本国自衛隊
- 陸上自衛隊
- 海上自衛隊
- 航空自衛隊

### 北朝鮮
朝鮮人民軍
- 朝鮮人民軍
- 朝鮮人民軍海軍
- 北朝鮮空軍

## 文化
コンピュータやネットワークの分野で（主に西洋からの視点で）「東アジア」という呼び方をするときは、漢字を用いて2バイト言語等のマルチバイト文字が一般的に使用される環境（朝鮮語・中国語・日本語・ベトナム語の環境、CJKまたはCJKV）のことをまとめて指していると考えてよい。

### 人種

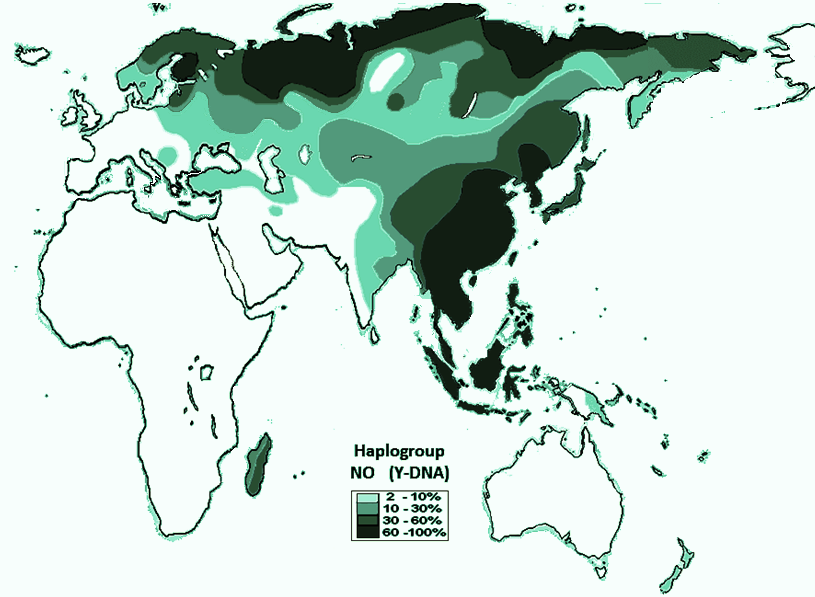
Y-DNA ハプログループ N and O

典型的な東アジア人はモンゴロイドに属す。北方の新モンゴロイドは蒙古斑や蒙古ひだを持つ人間が多い。その肌は薄い褐色をおび、白人からみると全体的に「黄色」く見えるので有色人種に分類される。

### 言語
東アジアの国々はそれぞれ独自の文化を持つが、いずれも古くは中国大陸の影響を受けている。日本・中国・台湾・韓国では漢字を共通して使用するほか（近年まではベトナム、北朝鮮等も漢字を使用）、瓦を用いた建築や箸を用いる食文化などに共通点が見られる。これらの漢字を使用する（またはかつて使用していた）、中国大陸の影響を受けた国を総称して漢字文化圏という。
東アジアの言語区分
- 日琉語族：日本語など
- アルタイ諸語
  - モンゴル語族：モンゴル語など
  - ツングース語族：満洲語など
  - テュルク語族:ウイグル語など
- シナ・チベット語族：中国語、チベット語など
- オーストロネシア語族：台湾諸語
- ミャオ・ヤオ語族：ミャオ語、ヤオ語など
- タイ・カダイ語族：チワン語など
- 朝鮮語

### 宗教
東アジアにおいては、神道や中国の民俗宗教のように信者と教団の結び付きが弱い宗教の割合が高く、習合も盛んであるため、信者であるかどうか、どの宗教の信者であるかを定めがたい場合が多い（日本の宗教・中国の宗教も参照）。加えて、人口の過半数を占める中華人民共和国では（特に文化大革命期に）多くの宗教に対する弾圧が行われているため、信者数の正確な統計を得ることが難しい。
中国の民俗宗教（分類や名称については議論があり、「神教」と呼ばれることもある）は一般に中国大陸での最多数派とされる信仰である。道教の影響を受けており、習合も見られ、明確に区別できない場合もある。台湾の宗教統計での「道教」もおおむね同系統の信仰形態を指している。
仏教はおもに大乗仏教が信仰されている。大乗仏教のうち、中国系の仏教は日本では神道と並ぶ多数派であり、中華人民共和国、韓国にも一定の信者がいる（なお、ベトナムでは最多数派である）。また、同じく大乗仏教の一派であるチベット仏教はチベット地域やモンゴルでの最多数派である。
キリスト教はカトリックとプロテスタントが中心だが、ロシアの影響が強かった地域を中心に正教も見られる。韓国では（無宗教者を除けば）キリスト教徒が最多数派で、このうち約3分の2がプロテスタント、約3分の1がカトリックである。中国のキリスト教には政府の公認を受けないカトリックの地下教会が多数存在するとされ、正確な信者数は定かではない。
イスラム教は日本や韓国では在留外国人を中心にムスリムが一定数存在し、コミュニティを形成している。中華人民共和国では回族のほか、ウイグルなど中央アジア系の一部の少数民族に見られ、ほとんどがスンナ派（ハナフィー学派）である。
儒教を宗教に分類するかどうかは議論があるが、東アジア全域、特に中華人民共和国・中華民国・韓国の社会に強い影響を及ぼしている。

## 教育
東アジアの国々の教育は世界の中でも優れており、特に日本や韓国、台湾など先進国の教育は多くの国々から賞賛されている。
例を挙げると、中華人民共和国では北京などの大都市の学校に進学するため、地方の戸籍を持つ者の間での受験競争が激しく、教育に熱心な家庭が多い。
また、韓国でも受験大国と呼ばれるほど受験競争が激しく、合格祈願する者が多く、教育熱心な家庭が多い。
また、東アジアの貧困国の一つである北朝鮮でも、敵国語（日本語、英語、など）及び友好国語（中国語、ロシア語、など）を、学ぶことができる場合がある。
東アジアの識字率は、世界の中でも総合的に上位の方であり、特に日本、台湾、 北朝鮮、韓国の識字率が高い。

## 人間開発
東アジアの人間開発の質はアジアの中でも優れており、2018年のデータによると、東アジアの全ての国の人間開発指数が「最高」または「高」の分類にある。
- 2018年の東アジアの人間開発指数の順位（国・地域名の右に書いてある数字はスコアを表し、1に近いほど上位の国・地域である）
  - 1位=香港、0.939 (最高位）
  - 2位=日本、0.915 (最高位）
  - 3位=韓国、0.906 (最高位）
  - 4位=中華人民共和国、0.758 (高位）
  - 5位=モンゴル、0.735 (高位）

最新データから欠けている国
- 国際連合加盟国
  - 北朝鮮、2009年公表、0.733 (高位）
- 国際連合非加盟国
  - 中華民国、2019年公表、0.911 (最高位）
- 海外領土・自治領・その他の地域
  - マカオ、2017年公表、0.905 (最高位）